# 방재선
방재선(1944년 ~ )은 대한민국의 언론인, 사회기관단체인이다. 조선일보의 사주였던 방응모의 아들로 '계초 방응모 선생 기념사업회'의 이사장이다. 본관은 온양.

## 생애
1944년 경기도 의정부에서 방응모와 노호용의 아들로 태어났다. 위로는 이복 누나 방재숙이 있었고, 호적상으로 아버지 방응모의 첫 친아들이다. 방응모는 본처에게서 아들이 없어서 형 방응곤의 둘째 아들 방재윤을 양자로 삼았으나 방재윤은 일찍 사망했다. 뒤에 배영옥에게서 딸 방재숙을 얻은 뒤, 노호용에게서 아들을 얻었다. 그 뒤에도 노호용은 방응모의 아들 방재효(1946년생), 방재규(1949년생) 등 두 아들을 더 두었다.
그는 방응모가 환갑이 넘어서 얻은 친아들이었으나, 조선일보의 소유권은 일찍 사망한 양아들 방재윤의 아들 방일영과 방우영에게 승계되었다. 방응모가 사망할 당시 그는 미성년자였고, 조카인 방일영, 방우영이 성인이었고 방응모 체제 하에서 조선일보사의 기자로 활동했던 점도 그들에게 유리하게 작용한 하나의 원인이 된 듯 하다. 1950년 6월 한국 전쟁 중 피난가지 못한 아버지 방응모가 북한군에 끌려가면서 고아가 됐다.
그는 1977년 7월 조선일보에 대한 상속권 포기서를 제출했으나, 1983년과 2001년에 상속에 대한 소송을 제기하였다. 1996년에는 조선일보사 사옥앞에서 시위를 벌였다. 2001년 9월 조카 방일영을 상대로 호주상속 소송을 제기하였으나 패소하였다.
2001년 '조선닷컴사(www.chosunhost.com)'를 설립하였고, 2003년 1월 경제주간지 조선경제를 등록하고 7월, 창간호를 발행하여 조선일보와 상표권 분쟁을 벌였다.
현재 조선일보사주 사장이며, 계초 방응모 선생 기념사업회 이사장 상임고문을 하고 있다.

## 기타
- 2003년 8월 8일 조카 방일영이 사망하자 빈소를 찾아갔으나 문상거부당했다.

8월 8일 오후 6시20분경 서울대학교병원에 도착한 방씨는 아내 김아무개(39)씨, 딸 3명과 함께 빈소로 들어가려 했으나 조선일보 직원들과 병원 경비직원들에게 가로막혔다. 방씨와 직원들이 실랑이를 벌이는 과정에서 별다른 마찰은 없었지만, 방씨의 아내 김씨가 장례식장으로 올라가려다 병원 직원에게 떠밀려 넘어지면서 한때 소란이 일기도 했다. 오마이뉴스 취재진은 조선일보를 취재하였다.

## 가족 관계
아들 2명 중에 1명은 조선일보의 기자로 있고, 후처인 김모씨에게서 딸 3명을 얻었다. 아버지 방응모의 양자라고 주장한 방재윤은 그의 사촌 형이기도 하다.
- 아버지 : 방응모(1883년 - 1950년)
- 어머니 : 노호용
  - 동생 : 방재효(1946년~)
  - 동생 : 방재규(1948년~)
- 백부 : 방응곤

## 같이 보기
- 방응모
- 조선일보
- 방일영
- 방우영